# Campionati europei di ciclismo su strada 2006 - Gara in linea maschile Under-23
La gara in linea maschile Under-23 dei Campionati europei di ciclismo su strada 2006 è stata corsa il 16 luglio 2006 nei Paesi Bassi, con partenza e arrivo a Valkenburg aan de Geul, su un percorso totale di 177,6 km. La medaglia d'oro è stata vinta dal francese Benoit Sinner con il tempo di 4h34'08" alla media di 38,97 km/h, l'argento all'estone Rene Mandri e a completare il podio l'italiano Francesco Gavazzi.
Al traguardo 74 ciclisti completarono la gara.

## Ordine d'arrivo (Top 10)
| Pos. | Corridore            | Squadra     | Tempo    |
| ---- | -------------------- | ----------- | -------- |
| 1    | Benoit Sinner        | Francia     | 4h34'08" |
| 2    | Rene Mandri          | Estonia     | s.t.     |
| 3    | Francesco Gavazzi    | Italia      | s.t.     |
| 4    | Chris Anker Sørensen | Danimarca   | s.t.     |
| 5    | Michael Schär        | Svizzera    | s.t.     |
| 6    | Tony Martin          | Germania    | s.t.     |
| 7    | Jelle Vanendert      | Belgio      | s.t.     |
| 8    | Denis Cioban         | Moldavia    | a 37"    |
| 9    | Sergej Rudaskov      | Russia      | s.t.     |
| 10   | Tom Veelers          | Paesi Bassi | a 41"    |